# Cerkiew św. Łukasza w Leszczynach
Cerkiew pod wezwaniem św. Łukasza – prawosławna cerkiew parafialna w Leszczynach. Należy do dekanatu Gorlice diecezji przemysko-gorlickiej Polskiego Autokefalicznego Kościoła Prawosławnego.
Świątynia leży na szlaku architektury drewnianej w Województwie Małopolskim. 

## Historia
Pierwsza cerkiew w Leszczynach została zbudowana w 1613. Obecny budynek powstał jednak znacznie później – w 1835. W 1909 została ona wyremontowana, zaś dach pokryty blachą. Po akcji „Wisła” budynek zaadaptowano na kościół rzymskokatolicki. W 1968, po powrocie części wysiedlonych Łemków, została przekazana w użytkowanie Kościołowi Prawosławnemu. Była remontowana w 1978 oraz w latach osiemdziesiątych i dziewięćdziesiątych. Obiekt wpisano do rejestru zabytków 12 czerwca 1987 pod nr 509. W 2007 na przycerkiewnym cmentarzu pochowano pisarza Mirosława Nahacza. Na podstawie ustawy z dnia 17 grudnia 2009 o uregulowaniu stanu prawnego niektórych nieruchomości pozostających we władaniu Polskiego Autokefalicznego Kościoła Prawosławnego świątynia stała się wyłączną własnością tego Kościoła.

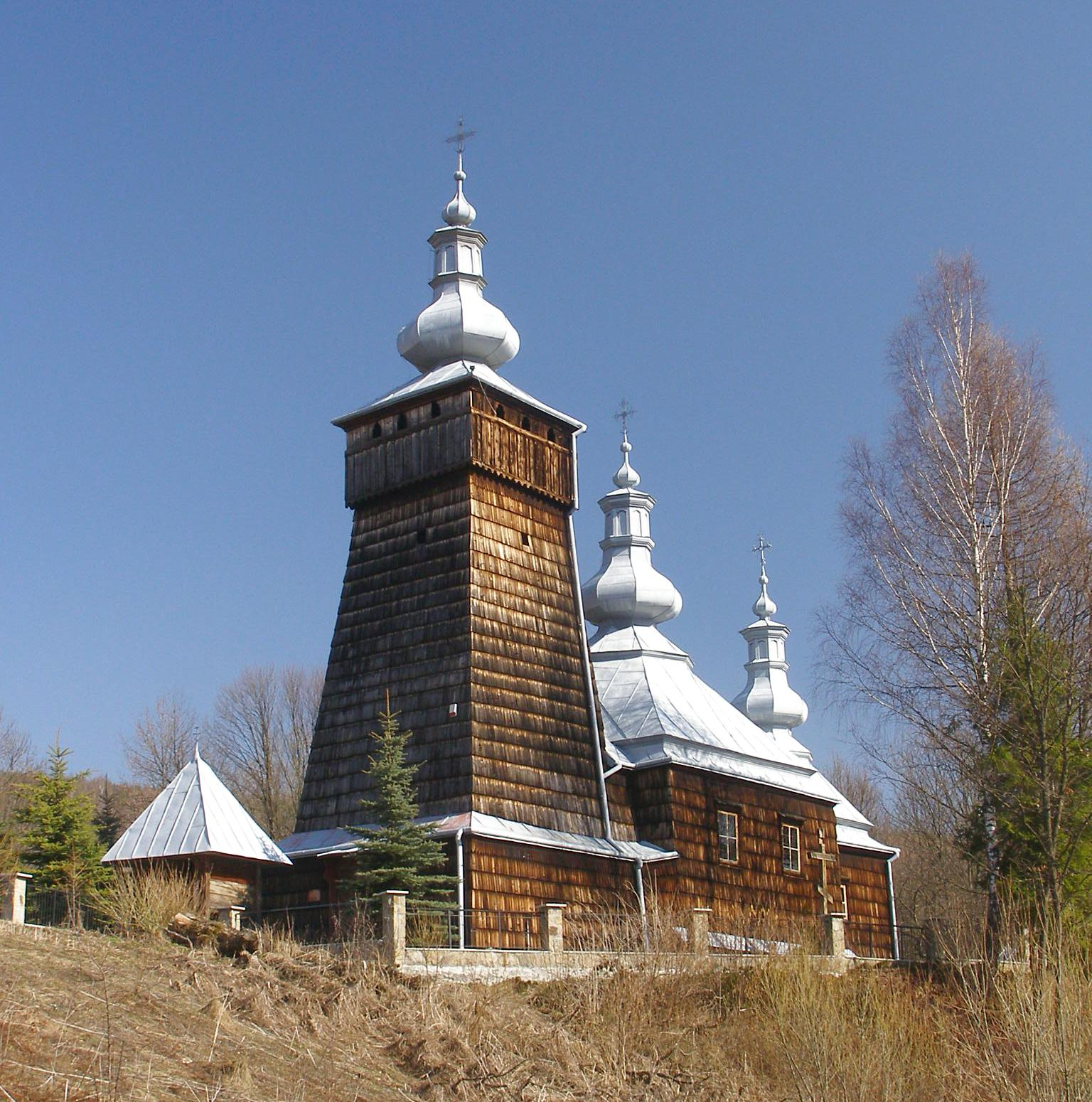
Widok od strony poł.-zach.
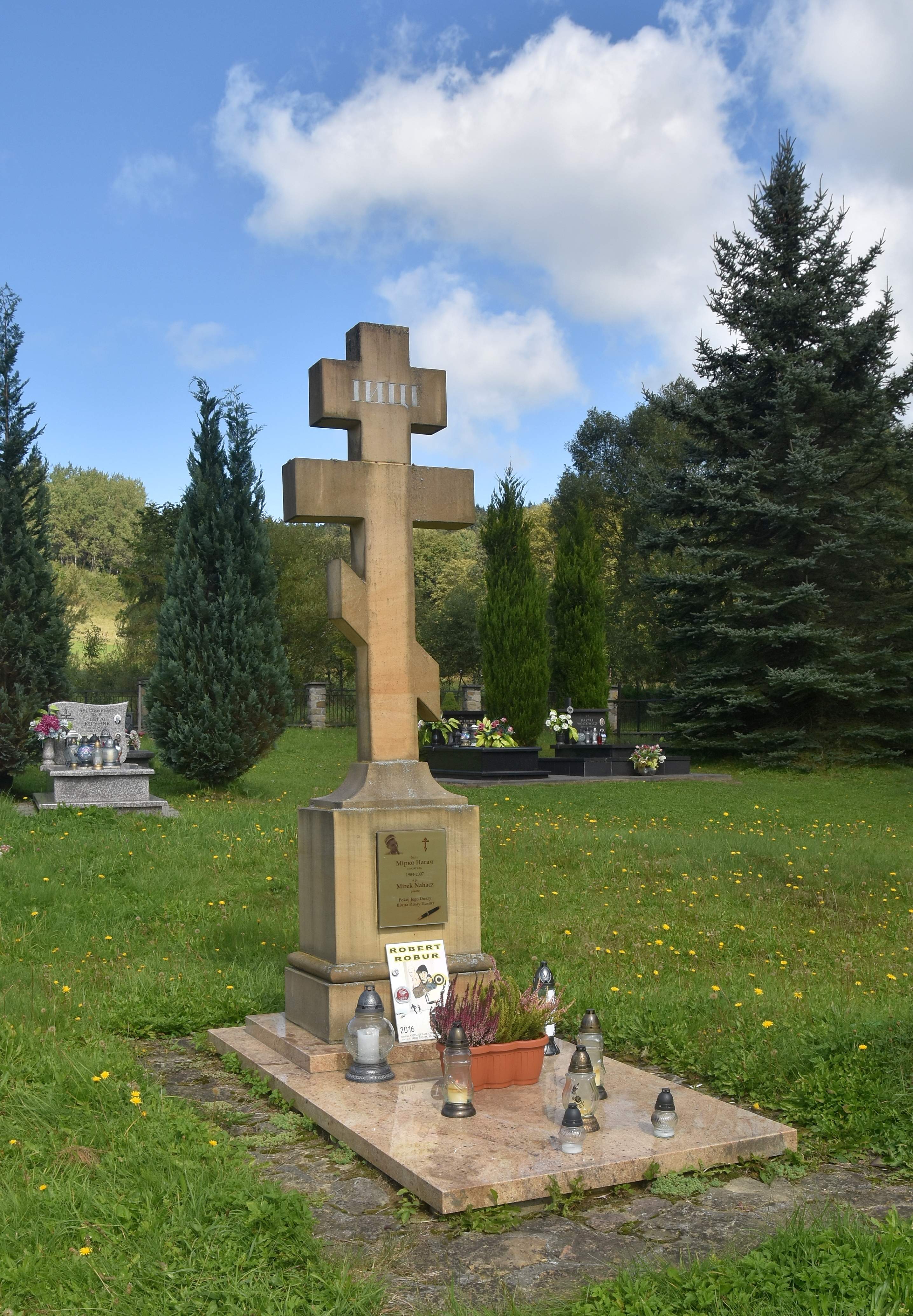
Pomnik Mirosława Nahacza na przycerkiewnym cmentarzu
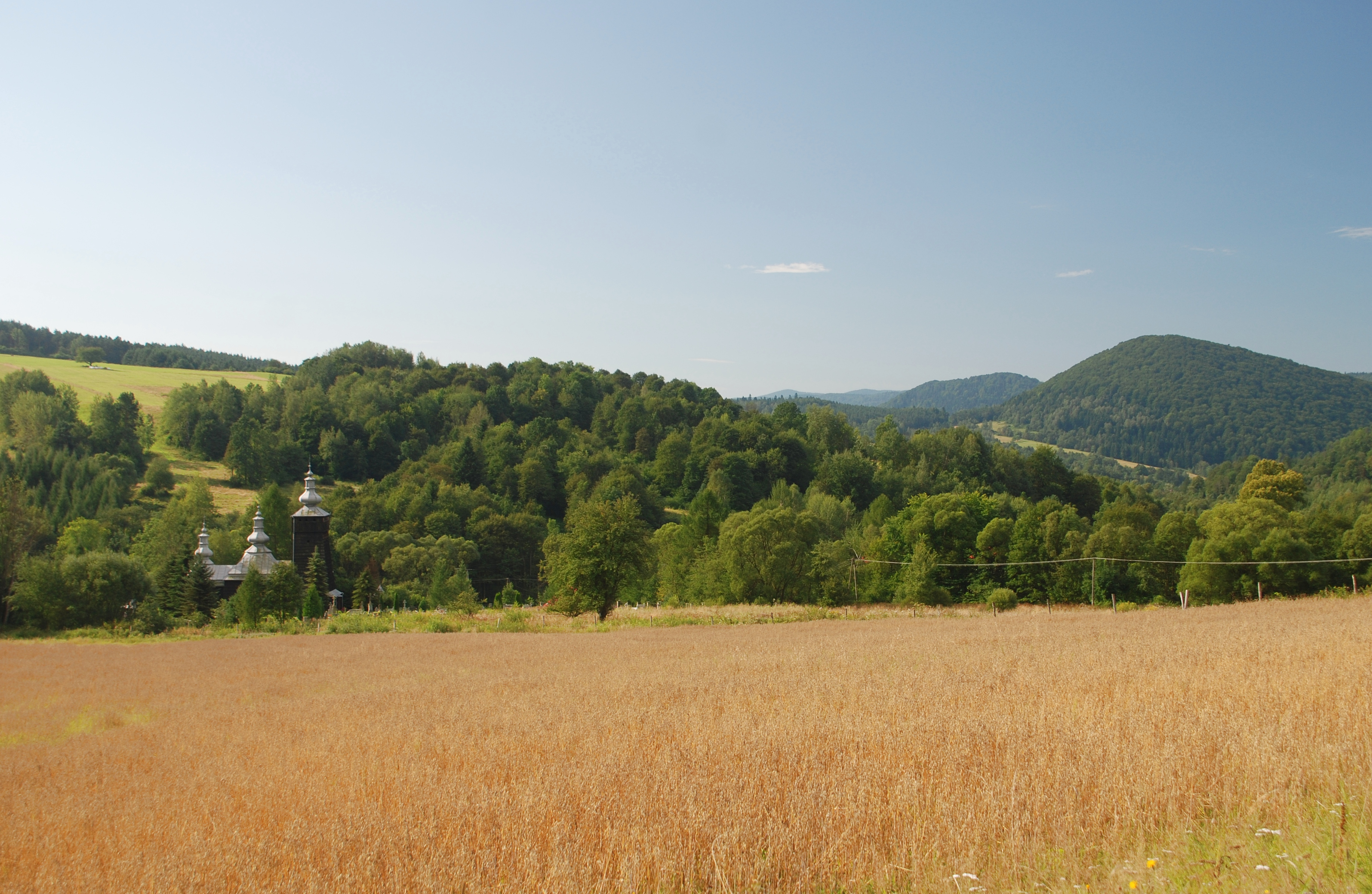
Widok od strony północnej

## Architektura i wyposażenie
Cerkiew w Leszczynach jest drewniana, trójdzielna, o konstrukcji zrębowej. Nad przedsionkiem wznosi się wieża zwieńczona pseudolatarnią. Podobne konstrukcje znajdują się ponad nawą i węższym od niej prezbiterium. 
Wewnątrz polichromia architektoniczno-ornamentalno-figuralna wykonana w 1909. Z tego roku pochodzi także kompletny trzyrzędowy ikonostas malowany na kolor brązowo-złoty przez malarza Biniata, z ikoną Boga Ojca zawieszoną ponad wizerunkiem Chrystusa. Na drzwiach diakońskich namalowano postacie świętych Wawrzyńca i Szczepana.

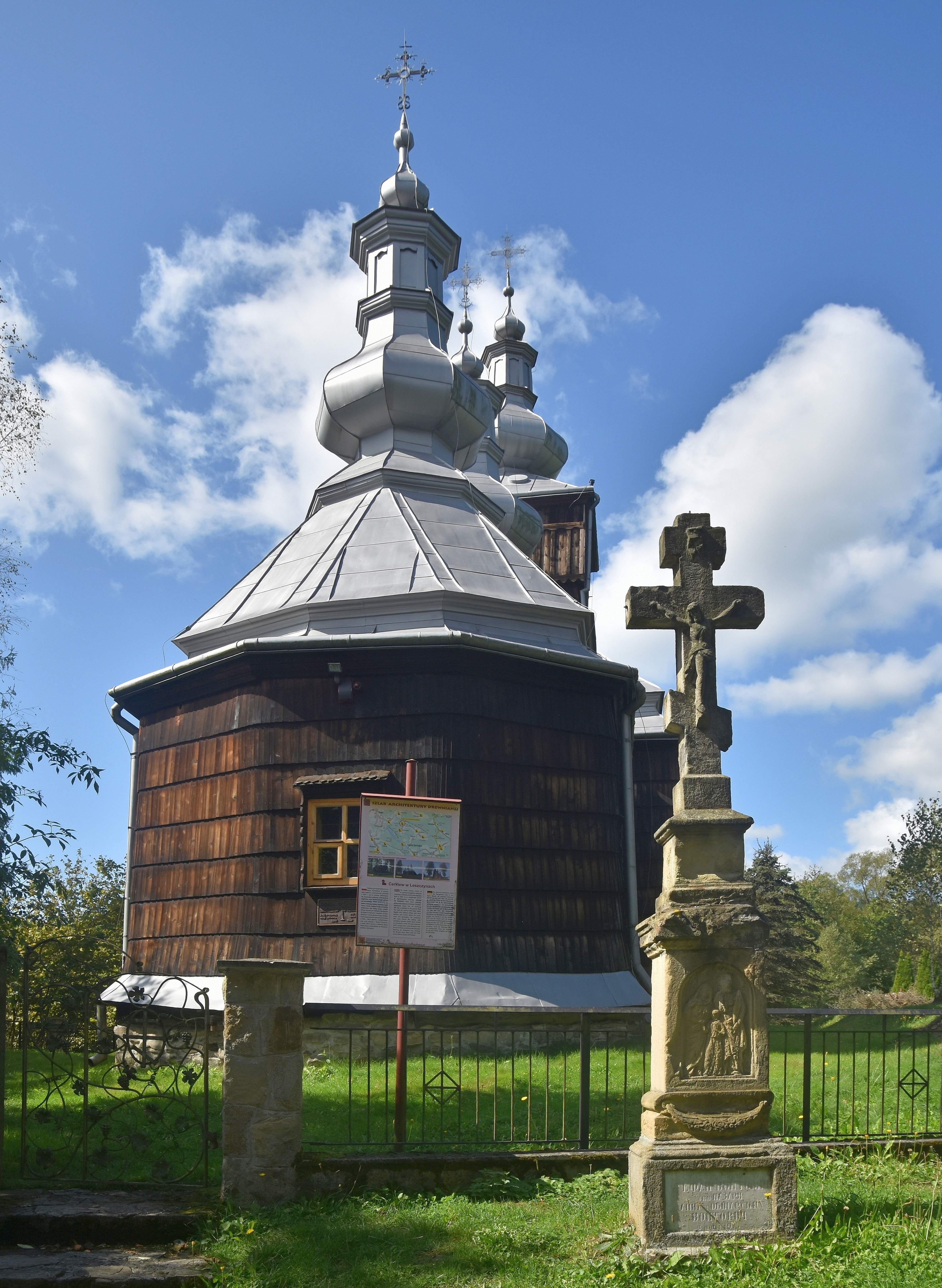
Elewacja wschodnia
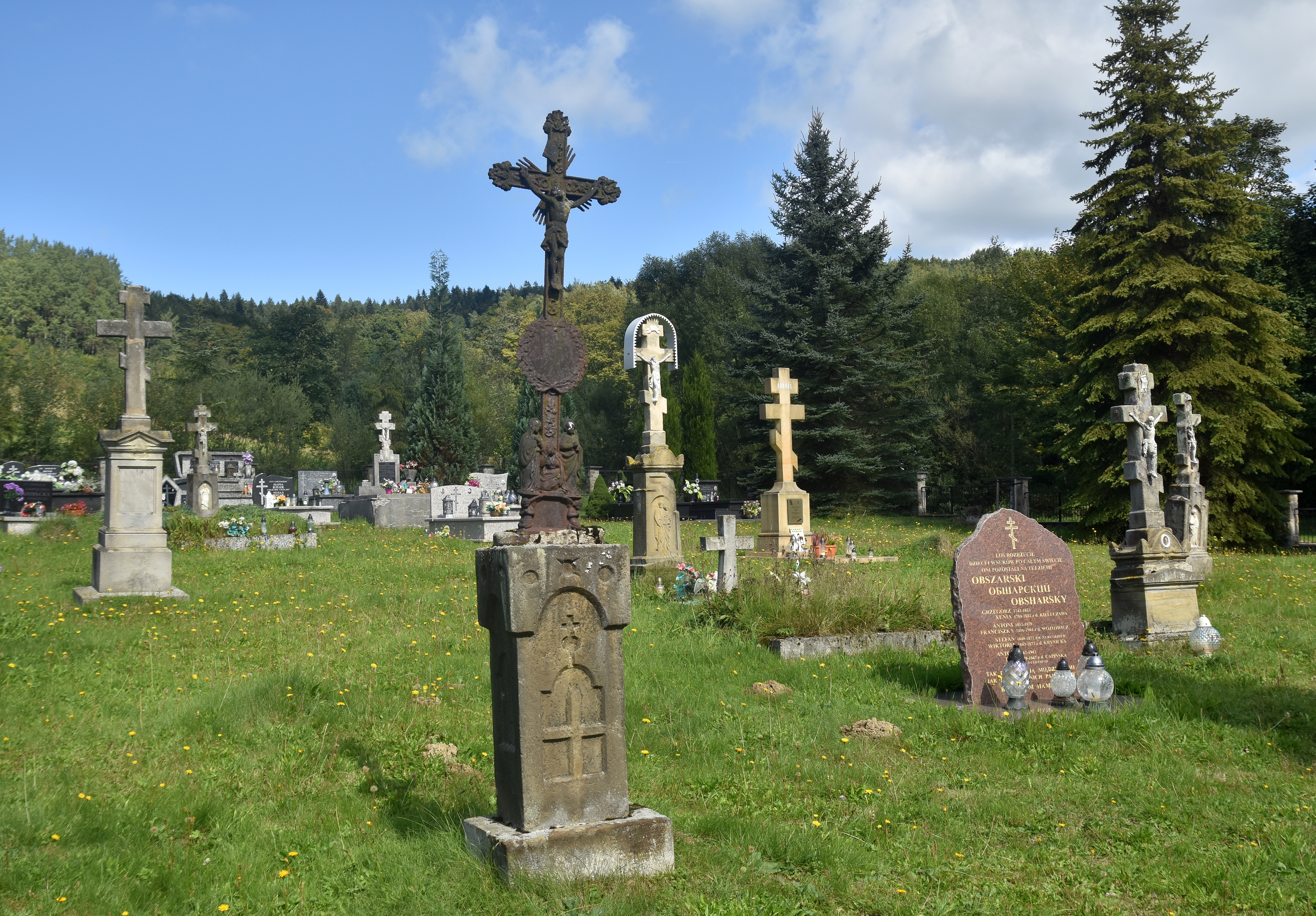
Cmentarz przycerkiewny
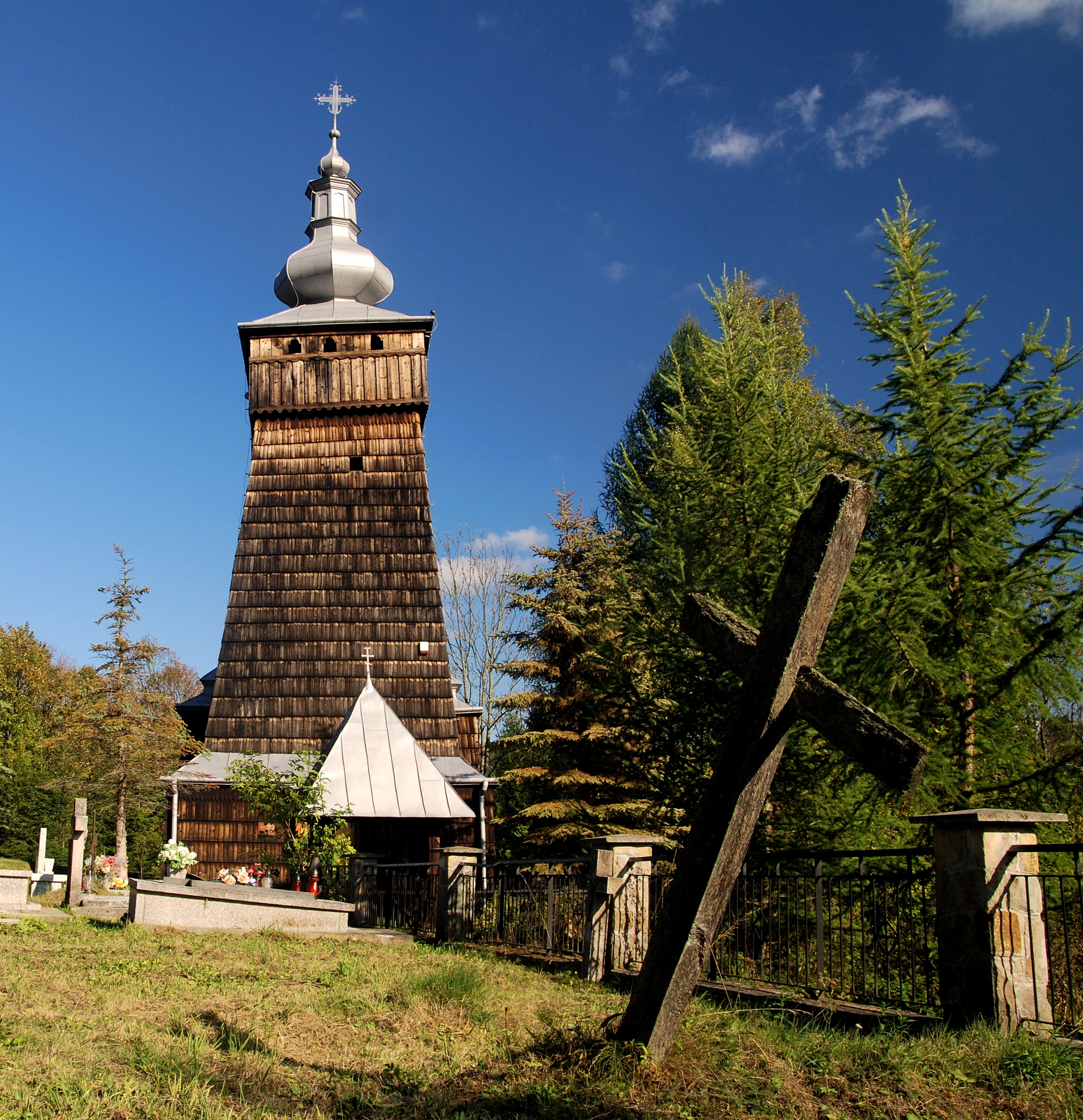
Elewacja frontowa